# На великому шляху (фільм)
«На великому шляху» (рос. «На великом пути», рос. «На войне, как на войне») — український радянський художній фільм кінорежисера Василя Радиша. Не збереглася жодна копія фільму.

## Актори
- Микола Надемський
- Степан Шкурат
- Іван Твердохліб
- М. Сидоров